# Залесово (Шокинское сельское поселение)
Залесово — деревня в Кардымовском районе Смоленской области России. Входит в состав Шокинского сельского поселения. Население — 43 жителя (2007 год). 
Расположена в центральной части области в 11 км к северу от Кардымова, в 4 км южнее автодороги М1 «Беларусь», на берегу реки Хмость. В 5 км восточнее деревни расположена железнодорожная станция Присельская на линии Москва — Минск. 

## История
В годы Великой Отечественной войны деревня была оккупирована гитлеровскими войсками в августе 1941 года, освобождена в сентябре 1943 года.